# Heriok
Heriok là một thị xã và là một nagar panchayat của quận Thoubal thuộc bang Manipur, Ấn Độ.

## Nhân khẩu
Theo điều tra dân số năm 2001 của Ấn Độ, Heriok có dân số 2445 người. Phái nam chiếm 49% tổng số dân và phái nữ chiếm 51%. Heriok có tỷ lệ 56% biết đọc biết viết, thấp hơn tỷ lệ trung bình toàn quốc là 59,5%: tỷ lệ cho phái nam là 68%, và tỷ lệ cho phái nữ là 45%. Tại Heriok, 15% dân số nhỏ hơn 6 tuổi.